# Zygmuntówka-Hütte (Eulengebirge)

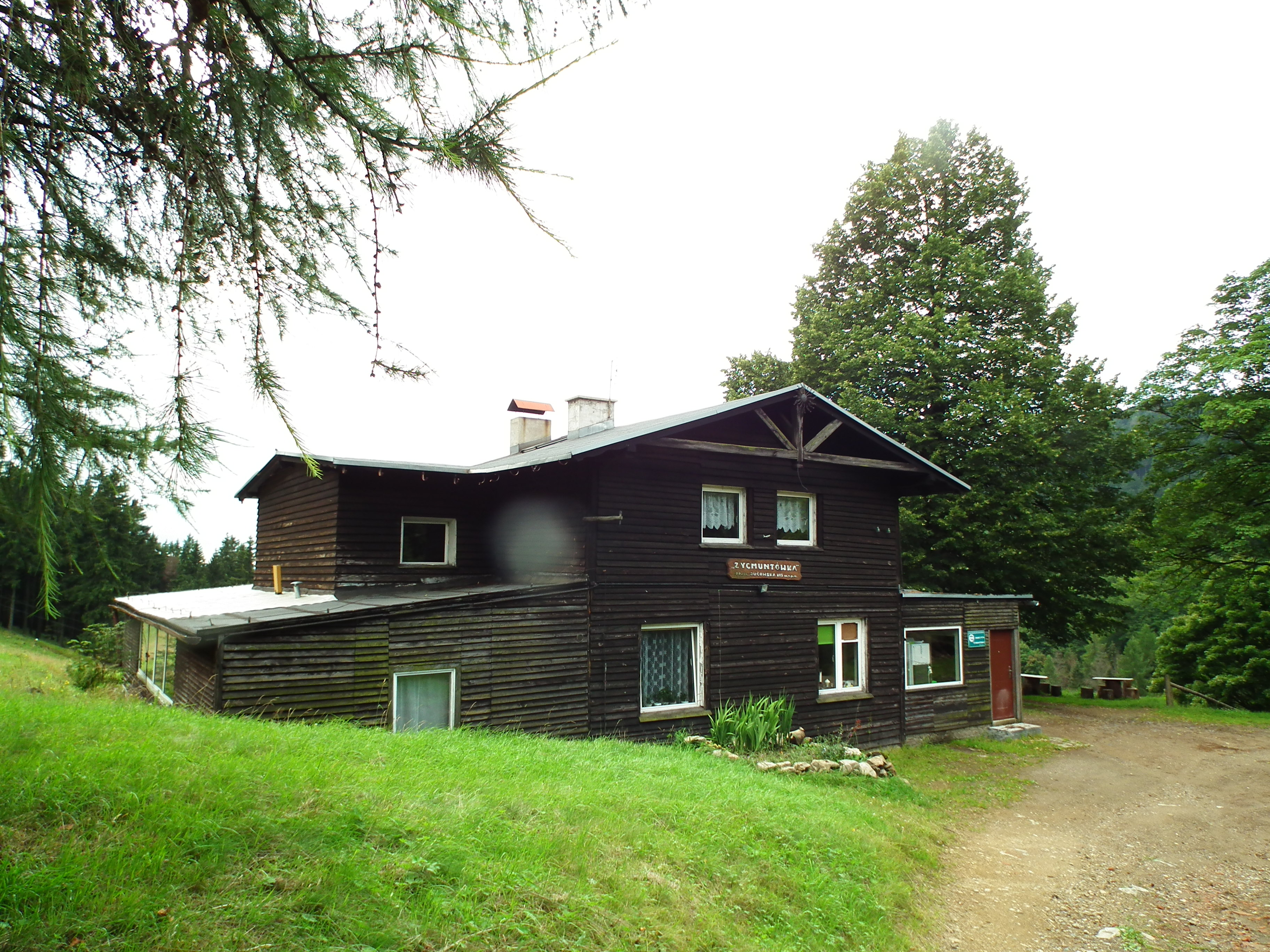
Im Sommer

Das Schronisko PTTK „Zygmuntówka“ na Przełęczy Jugowskiej (deutsch Henkelbaude) liegt bei Jugów (Hausdorf) an der „Przelęcz Jugowska“ (Hausdorfer Plänel) auf einer Höhe von 740 m n.p.m. in Polen im Eulengebirge, einem Gebirgszug der Sudeten, auf den Hängen des Rymarz (Reimskoppe). Die Hütte sollte nicht mit der gleichnamigen Schutzhütte in den Saybuscher Beskiden in den Karpaten verwechselt werden.

## Geschichte
Die Hütte wurde 1926 errichtet und hieß bis 1945 Henkelbaude. Eigentümer ist das PTTK.

## Zugänge
Die Hütte ist über mehrere markierte Wanderwege erreichbar. Es besteht eine Langlaufloipe zur Andrzejówka.

## Touren

### Gipfel
- Wielka Sowa (1015 m)